# Karlheinz Höfer
Karlheinz Höfer (* 7. Januar 1950) ist ein ehemaliger deutscher Fußballspieler.

## Karriere
Karlheinz Höfer gehörte ab 1969 zum Regionalligakader von Schwarz-Weiß Essen. Er verließ Schwarz-Weiß Essen nach vier Jahren und 96 Einsätzen, in denen er ein Tor erzielte, um fortan mit Hannover 96 in der Bundesliga zu spielen. Bei Hannover bestritt Höfer in den nächsten drei Jahren 32 Spiele und schoss zwei Tore. Im Anschluss wechselte er zur SG Union Solingen, wo er bis 1978 spielte und noch zu acht Toren in 62 Spielen kam.